# Santa María la Mayor
La Missió de Santa María la Mayor està situada al municipi de Santa Maria, Departament de San Ignacio, a la província de Misiones a l'Argentina. Era una de les Missions o reduccions fundada al segle xvii pels Jesuïtes a Amèrica durant la colonització espanyola d'Amèrica.Està inscrita a la llista del Patrimoni de la Humanitat de la UNESCO des del 1983.